# Sara Berkai
Sara Berkai   (Khartum, dècada del 1990) és una empresària i filàntropa eritrea, criada a Londres. És la fundadora d'Ambessa Play, una empresa que produeix joguines educacionals.

## Biografia
La família va fugir de la guerra al seu país i va arribar a Londres quan Berkai era molt jove. Va ser la primera de la seva família en accedir a la universitat i va graduar-se en Gestió de la Informació aplicada als Negocis al University College de Londres. Posteriorment, va cursar un postgrau en Educació i Desenvolupament Infantil a la Universitat d'Oxford, aprofundint en com els infants aprenen i desenvolupen habilitats científiques.
El 2019, mentre impartia tallers d'STEM (ciència, tecnologia, enginyeria i matemàtiques) a infants desplaçats a Etiòpia i Eritrea, va concebre la idea de crear kits educatius que combinessin lleure i aprenentatge. Aquesta experiència la va portar a fundar Ambessa Play. Per cada joguina venuda, l'empresa en dona una altra a nens refugiats.

## Reconeixements
Les seves idees innovadores han estat reconegudes l'any 2024 amb la seva inclusió en les llistes 30 Under 30 de Forbes, i en la 100 Women de la BBC.